# Ilola (Vantaa)
Pour les articles homonymes, voir Ilola.
Ilola (suédois : Gladas) est un quartier du district de Koivukylä à Vantaa en Finlande.

## Description

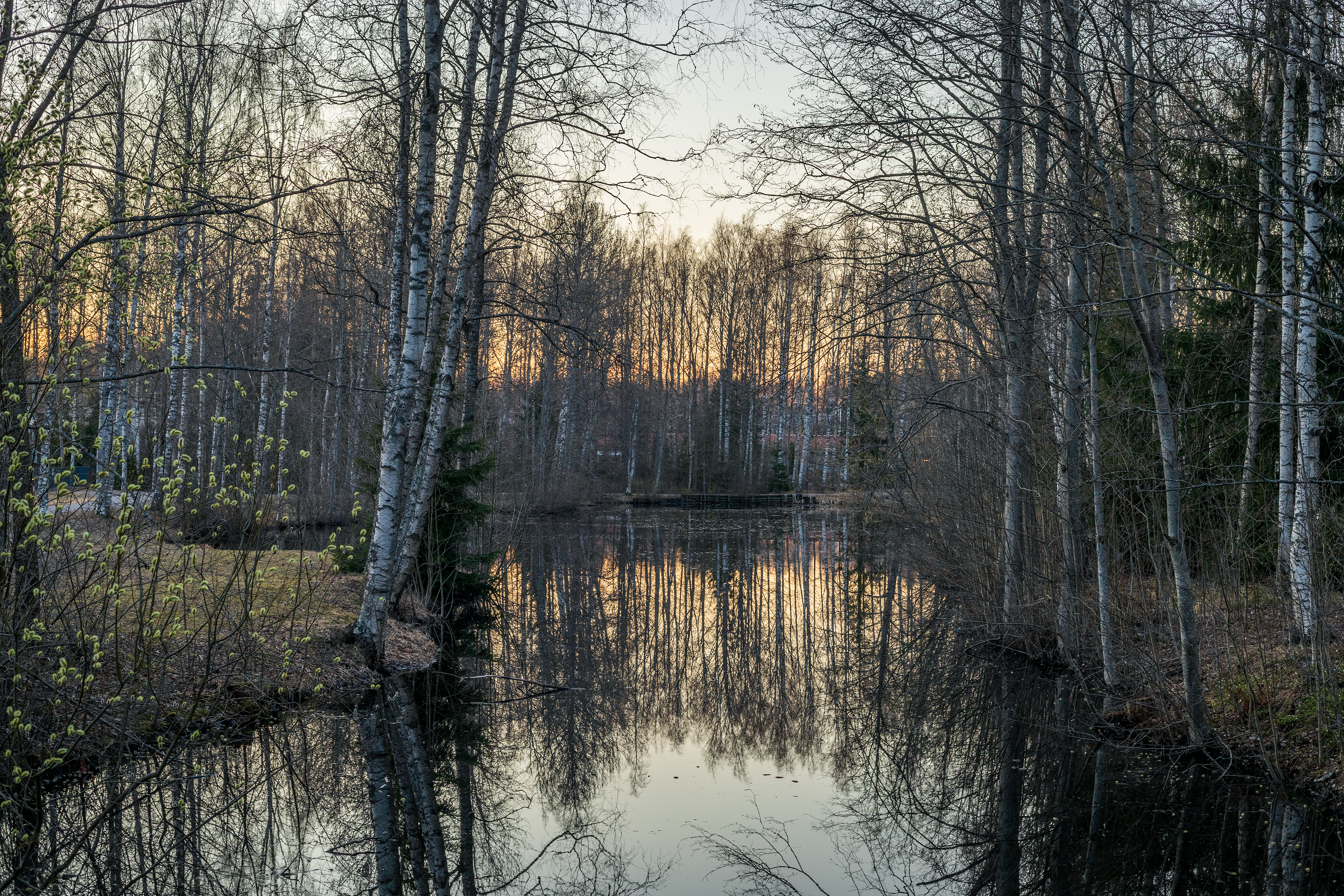
Étang de la Kylmäoja.

Ilola borde la municipalité de Tuusula au nord, Asola à l'est, Koivukylä au sud-est, Ruskeasanta au sud et Lentokenttä à l'ouest,.
Ilola est une zone résidentielle de maisons individuelles et de maisons mitoyennes, il y a aussi de petits immeubles résidentiels. 
La plupart des appartements sont occupés par leur propriétaire et leur taille moyenne de 90 mètres carrés est assez grande selon les normes de Vantaa. 
Ilola a été construite pendant la période de reconstruction des années d'après guerre et dans les années 1980 et 1990, quand Ilola était le quartier à la croissance la plus rapide de Vantaa.

## Transports
Près d'Ilola, à Leinelä, se trouve la gare de Leinelä, qui fait partie de la  ceinture ferroviaire. 
À Ilola, du côté nord du croisement de la rue Koivukylänväylä et de la Tuusulanväylä, une réservation a été faite pour la future gare de Ruskeasanta.
Une voie de circulation légère séparée mène également à Koivukylä.

## Galerie

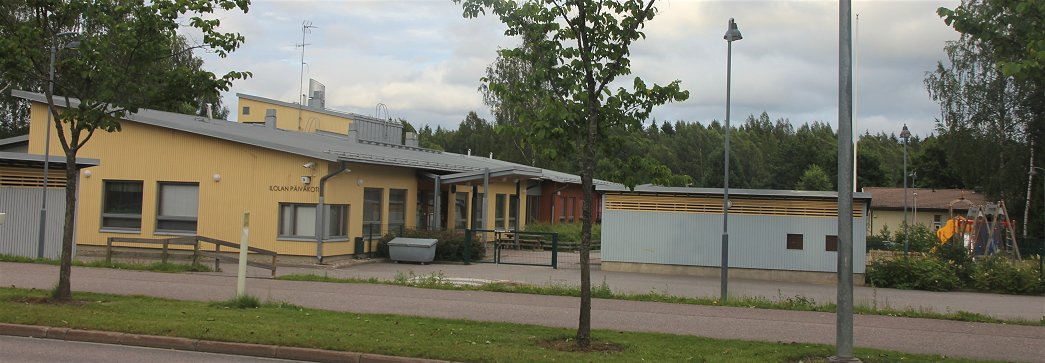
Garderie d'Ilola le long d'Epinkoskentie.
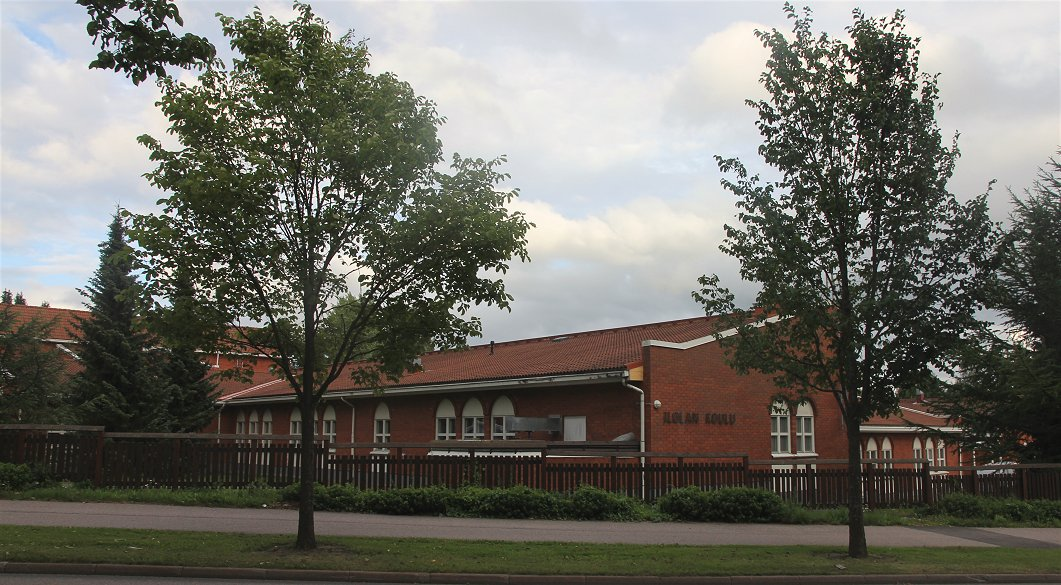
École d'Ilola vue d'Epinkoskentie.
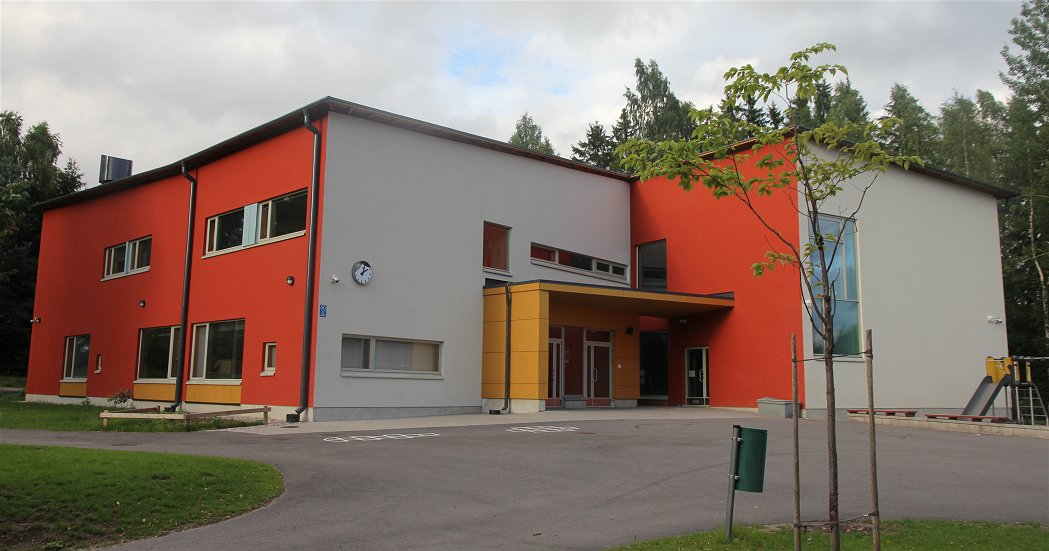
Bâtiment 3 de l'école d'Ilola.
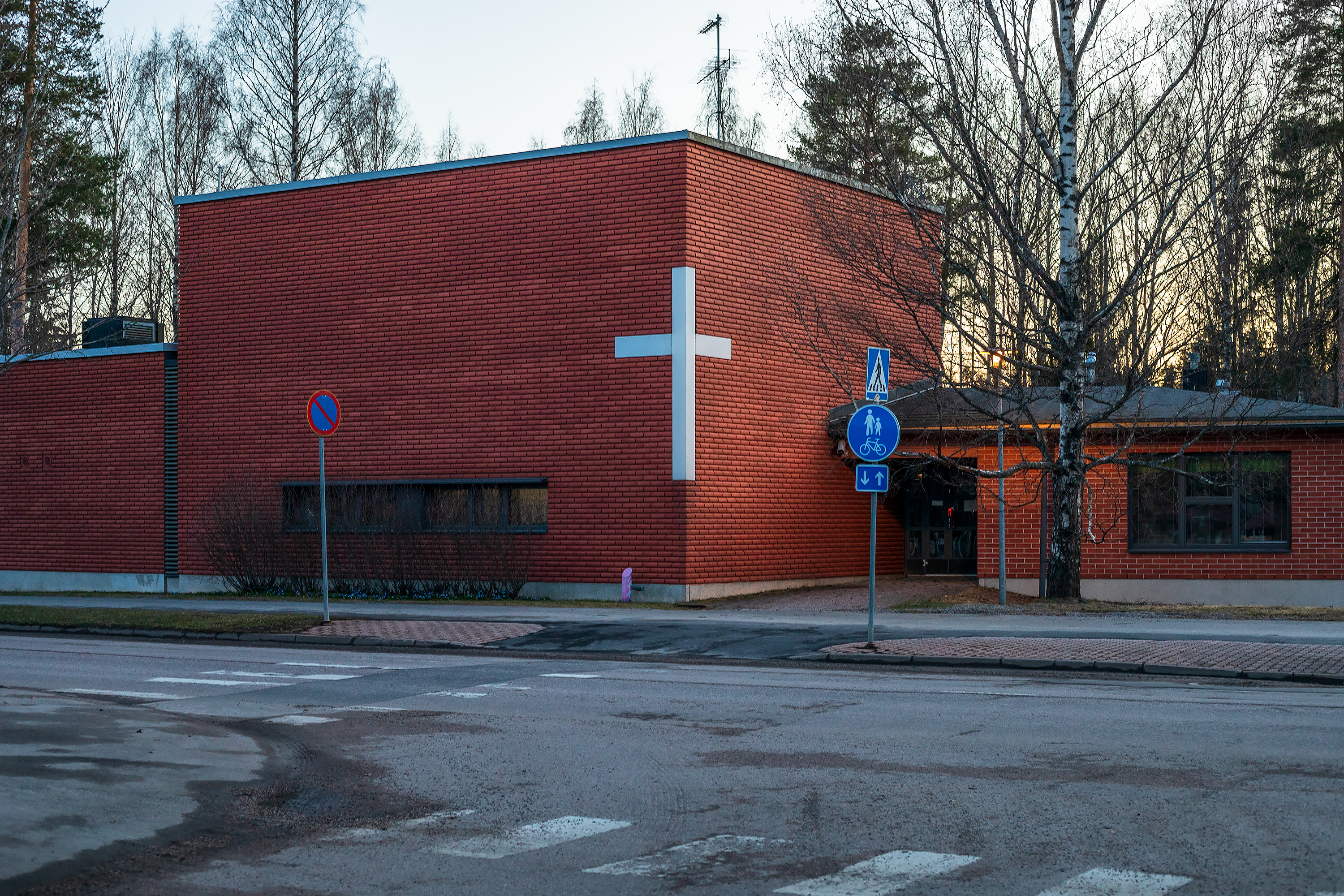
Centre paroissial.